# William E. Schaufele junior

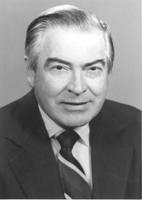
William E. Schaufele, Jr.

William E. Schaufele, Jr. (* 7. Dezember 1923 in Lakewood, Ohio; † 17. Januar 2008) war ein US-amerikanischer Diplomat, der unter anderem zwischen 1975 und 1977 Assistant Secretary of State for African Affairs sowie zuletzt von 1978 bis 1980 Botschafter in Polen war.

## Leben

### Studium, Zweiter Weltkrieg und Beginn der diplomatischen Laufbahn
Schaufele begann nach dem Besuch der Grant Elementary School, der Emerson Junior High School und der Lakewood High School ein Studium an der Yale University. Dieses unterbrach er während des Zweiten Weltkrieges und leistete Militärdienst in der US Army. Er nahm zuletzt vom 16. Dezember 1944 bis 21. Januar 1945 an der Ardennenoffensive teil und nahm im März 1946 sein Studium im Fach Internationale Beziehungen an der Yale University wieder auf und schloss dieses 1948 mit einem Bachelor of Arts (B.A.) ab. Im Anschluss absolvierte er ein postgraduales Studium der Internationalen Beziehungen an der Columbia University, das er 1950 mit einem Master of Arts (M.A.) beendete.
Danach trat Schaufele 1950 in den diplomatischen Dienst des US-Außenministeriums ein, war allerdings anfangs Mitarbeiter der Verwaltung der US-Besatzungszone im Landratsamt des Landkreises Pfaffenhofen an der Ilm. Danach wechselte er nach Bonn und war dort 1952 bis 1953 Attaché für Arbeit sowie im Anschluss von 1953 bis 1955 Visa- und Wirtschaftsreferent an der Vertretung in München. Nach seiner Rückkehr in die USA arbeitete er zwischen 1956 und 1957 im Außenministerium im Berichtsstab (Foreign Reporting Staff) sowie im Anschluss von 1957 bis 1958 als Dozent an der Ausbildungsstätte des diplomatischen Dienstes FSI (Foreign Service Institute), ehe er dort zwischen 1958 und 1959 dort selbst einen Französisch-Lehrgang besuchte.
Nach einer darauf folgenden kurzen Verwendung als Marokko-Referent im Außenministerium war Schaufele von 1959 bis 1963 Politik- und Arbeitsreferent an der Botschaft in Marokko und dort Mitarbeiter von Botschafter Charles Woodruff Yost. Daran schloss sich zwischen 1963 und 1964 eine Verwendung als Leiter des neu eröffneten Konsulats in Bukavu an, ehe er nach seiner Rückkehr von 1964 bis 1965 Kongo-Referent sowie daraufhin zwischen 1965 und 1966 stellvertretender Leiter des Sachgebiets Zentralafrika im Außenministerium war. Er war im Anschluss von 1966 bis 1969 Leiter des Sachgebiets Zentralafrika und Westafrika des Außenministeriums.

### Botschafter undAssistant Secretary of State
Am 16. Oktober 1969 übernahm Schaufele seinen ersten Botschafterposten, und zwar als Nachfolger von Elliott Skinner als Botschafter der Vereinigten Staaten in Obervolta. Diesen Posten bekleidete er bis zum 10. Juli 1971, woraufhin am 8. Dezember 1971 Donald B. Easum sein dortiger Nachfolger wurde. Danach schloss sich von 1971 bis 1975 eine Tätigkeit an der von George H. W. Bush geleiteten Ständigen Vertretung bei den Vereinten Nationen in New York City an. Er war dort verantwortlich für das für Dekolonisation zuständige Vierten Komitee und später stellvertretender Leiter der Ständigen Vertretung im Range eines Botschafters. 1975 übernahm er als Nachfolger von James S. Sutterlin den Posten als Generalinspekteur des diplomatischen Dienstes (Inspector General of the Foreign Service), übergab diesen jedoch bereits 1975 wieder an Robert M. Sayre.
Anschließend löste Schaufele am 19. Dezember 1975 Nathaniel Davis als Leiter des Afrika-Referats im Außenministerium (Assistant Secretary of State for African Affairs) ab, verblieb in dieser Verwendung bis zum 17. Juli 1977 und wurde dann durch Richard M. Moose abgelöst. Am 14. Juli 1977 wurde er zwar als Nachfolger von Jack B. Kubisch zum Botschafter in Griechenland ernannt, trat diesen Poste jedoch nicht an. Daraufhin war er kurzzeitig in der Abteilung für Management des Außenministeriums (Office of Under Secretary for Management) tätig, ehe er am 30. März 1978 die Nachfolge von Richard T. Davies als Botschafter der Vereinigten Staaten in der Volksrepublik Polen antrat. Auf diesem Posten verblieb er bis zum 11. September 1980, woraufhin am 27. Oktober 1980 Francis J. Meehan seine Nachfolge antrat.

## Veröffentlichungen
- U.S. Relations in Southern Africa. Statement before the American Academy of Political and Social Science, April 16, 1977, Philadelphia, US State Department, Washington, D.C., 1977
- Polish Paradox. Communism and National Renewal, Foreign Policy Association, New York City 1981, ISBN 0-87124-071-8